# Pleurothyrium racemosum
Pleurothyrium racemosum är en lagerväxtart som beskrevs av H. van der Werff. Pleurothyrium racemosum ingår i släktet Pleurothyrium och familjen lagerväxter. Inga underarter finns listade i Catalogue of Life.